# Ziglibithy
Le ziglibithy est un genre musical originaire de Côte d'Ivoire s'inspirant des sonorités traditionnelles des peuples de l'ouest de la Côte-d'Ivoire (Bétés, Didas), dont le zagrobi. 
Le ziglibithy est un style musical et une danse tradi-moderne. Le ziglibithy puise ses origines dans le rythme du Digbha, la tenue du discours lyrique du Tohourou-Doblhé et la gestuelle du Glhè. Ces concepts sont des éléments de la culture kroumen, dans l'ouest ivoirien. Selon le musicologue Valen Guébé, Ernesto Djédjé a désacralisé ces éléments en les modernisant par des transformations instrumentales et l'introduction du funk. « Dans le ziglibithy apparaît encore la dimension ré-créatrice d'Ernesto Djédjé lorsqu'il remet en cause les règles de l'harmonie classique en utilisant les quintes et tierces parallèles interdites parce que considérées comme des fautes dans ladite harmonie (voir le morceau kpihigou ou Kpuigou dans album Henri Konan Bédié). Dans ce défi harmonique, Ernesto Djédjé utilise le jeu rythmique des percussions à la guitare et cela crée à l'écoute des sensations émotionnelles mélodico-rythmiques » affirme Valen Guédé.
Le nom de ziglibithy est formé du mot zigli qui signifie « danse » et bhithy qui signifie « chanson sucrée, mielleuse, succulente, douce à laquelle on ne peut résister ». 
Son promoteur initial était Ernesto Djédjé, décédé en 1983.